# Збігнєв Гут
Збігнєв Гут (пол. Zbigniew Gut, нар. 17 квітня 1949, Вимяркі — пом. 27 березня 2010, Сен-Жан-де-Мор'єнн) — польський футболіст, що грав на позиції захисника.
Виступав, зокрема, за клуби «Лех», «Париж» та «Ред Стар», а також національну збірну Польщі.

## Клубна кар'єра
У дорослому футболі дебютував 1968 року виступами за команду клубу «Промєнь» (Жари), за яку грав протягом двох років. У 1968 році перейшов до складу клубу Одра (Ополе), в якій провів наступні сім сезонів. За весь цей час був основним захисником команди.
Своєю грою за цю команду привернув увагу представників тренерського штабу клубу «Лех», до складу якого приєднався 1975 року. Відіграв за команду з Познані наступні чотири сезони своєї ігрової кар'єри.
1979 року уклав контракт з клубом «Париж», у складі якого провів наступні два роки своєї кар'єри гравця.
Протягом 1981–1982 років захищав кольори команди клубу «Стад Франсе».
1982 року перейшов до клубу «Ред Стар», за який відіграв 2 сезони. В новому клубі був серед основних захисників клубу. Завершив професійну кар'єру футболіста виступами за команду «Сен-Жан-де-Мор'єнн» у 1987 році.
Помер 27 березня 2010 року на 61-му році життя у місті Сен-Жан-де-Мор'єнн.

## Виступи за збірну
1972 року дебютував в офіційних матчах у складі національної збірної Польщі. Протягом кар'єри у національній команді, яка тривала усього 3 роки, провів у формі головної команди країни лише 3 матчі.
У складі збірної був учасником чемпіонату світу 1974 року у ФРН, на якому команда здобула бронзові нагороди.

## Титули і досягнення
- Олімпійський чемпіон: 1972
- Бронзовий призер чемпіонату світу: 1974